# Postkabasakal
Postkabasakal ist ein Ortsteil (Mahalle) im Landkreis Kozan der türkischen Provinz Adana mit 538 Einwohnern (Stand: Ende 2024). Im Jahr 2011 hatte Postkabasakal 809 Einwohner.